# Семёновка (Пологовский район)
Семёновка (укр. Семенівка) — село,
Семёновский сельский совет,
Пологовский район,
Запорожская область,
Украина.
Код КОАТУУ — 2324285701. Население по переписи 2001 года составляло 1174 человека.
Является административным центром Семёновского сельского совета, в который, кроме того, входят сёла
Дмитровское и
Новая Дача.

## Географическое положение
Село Семёновка находится на берегу реки Малая Токмачка,
выше по течению примыкает село Григоровка,
ниже по течению примыкает село Басань.
Рядом проходит железная дорога, станция Кирилловка.

## История
- 1793 год (по другим данным в 1799 год) — дата основания близ упраздненной в том же году Кирилловской крепости Днепровской линии переселенцами из села Семёновка (ныне — районный центр Полтавской области).

## Экономика
- «Семеновское», ООО.

## Объекты социальной сферы
- Школа.
- Детский сад.
- Клуб.
- Участковая больница.

## Достопримечательности
- Братская могила 59 советских воинов.
- остатки Кирилловской крепости бывшей Днепровской линии.

## Известные люди
- Гасик Михаил Иванович — советский и украинский учёный-металлург.